# Kupinec
Kupinec je naseljeno mjesto u Republici Hrvatskoj u Zagrebačkoj županiji.

## Zemljopis
Administrativno je u sastavu općine Klinča Sela. Naselje se proteže na površini od 23,34 km².

## Povijest
Kupinec je mjesto koje se nalazi u Hrvatskoj, okolici grada Zagreba. Kupinec spada u Zagrebačku županiju i općinu Klinča Sela. Prvi put se spominje u 16. stoljeću (1550. godine). Crkva Uznesenja Blažene Djevice Marije nalazi se u Kupincu i sagrađena je u 17.stoljeću (1670. godine). Kupinec je također poznat po poznatom političaru Vlatku Mačeku koji je bio i vođa Hrvatske Seljačke Stranke. Rođen je u Jastrebarskom a imao je veliko imanje u Kupincu u kojem je veliki dio svog života živio na tom imanju ali potkraj života je bio u kućnom pritvoru. Poznat je još po Josipu Brozu Titu tj. po njegovim roditeljima koji su živjeli u Kupincu i pokopani su na mjesnom groblju.

## Stanovništvo
Prema popisu stanovništva iz 2001. godine u Kupincu žive 872 stanovnika i to u 242 kućanstva. Gustoća naseljenosti iznosi 37,36 st./km².

| broj stanovnika | 633   | 685   | 788   | 920   | 892   | 885   | 890   | 1040  | 1155  | 1158  | 1124  | 1052  | 955   | 937   | 872   | 881   | 796   |
|                 | 1857. | 1869. | 1880. | 1890. | 1900. | 1910. | 1921. | 1931. | 1948. | 1953. | 1961. | 1971. | 1981. | 1991. | 2001. | 2011. | 2021. |

## Povijest crkve u Kupincu
U arhivskim podacima, posebno Kanonskim vizitacijama u Nadbiskupskom arhivu u Zagrebu, sačuvani su opisi izgleda stare crkve iz 17. stoljeća, koja je prethodila današnjoj župnoj crkvi u Kupincu. Bila je kao i većina arhitekture tog doba, od drvene građe, a kasnije je podignuto zidano i svođeno svetište. Unutrašnjost je bila bogato ukrašena, vjerojatno se radilo o osliku na zidovima i tabulatu, drvenom stropu u brodu crkve. Brojne su slične crkve opisivane tijekom 17. i početkom 18. stoljeća, a često su popraćene kao i u kupinečkoj crkvi, navodima o lošem stanju i potrebama popravaka. Intenzivna zamjena drvenih crkava novima, zidanima od čvrstih materijala uslijedila je u 18. stoljeću, tako da danas te crkve poznajemo prije svega na temelju arhivskih opisa. Zadnji navod o staroj crkvi u Kupincu je iz 1768. Posebni poticaj gradnji novih crkava značila je reforma organizacije biskupija, koja se provodi u čitavoj Habsburškoj monarhiji a u Zagrebačkoj biskupiji je provodi biskup Maksimilijan Vrhovac. Reorganizacija župa pratila je potrebe i broj stanovnika, a dotrajale crkve se zamjenjuju novima, što se dogodilo i u Kupincu. Župna crkva u Kupincu ranije je u literaturi okvirno bila datirana u sredinu 18. stoljeća. 
Na temelju arhivskih podataka, prije svega Kanonskih vizitacija i Župne spomenice, ali i fonda obitelji Drašković iz Hrvatskog državnog arhiva, gradnju crkve na temelju analize podataka iz dokumenata možemo smjestiti u između 1795., nakon dolaska novog župnika Nikole Severa koji je vodio gradnju nove crkve i 1799., kada je nova crkva prvi puta opisana u kanonskoj vizitaciji. U gradnji nove crkve sačuvan je zvonik iz ranije faze gradnje. Tipološki crkva pripada kasnobaroknoj varijaciji teme križnih tlocrta, tzv. četverolista, koji se često koriste u Zagrebačkoj biskupiji. U nekim detaljima, profilacije u unutrašnjosti te lanterna, očituje se prisutnost motiva marijanske simbolike. U arhivskim podacima sačuvani su i popisi koji govore o tijeku prikupljanja sredstava za gradnju nove crkve, koji u malome mjerilu pokazuju tadašnje prilike i okolnosti gradnje.

## Kultura
- KUD Seljačka sloga

## Znamenitosti
- Crkva Uznesenja Blažene Djevice Marije, zaštićeno kulturno dobro